# Jerzy Wojdyłło

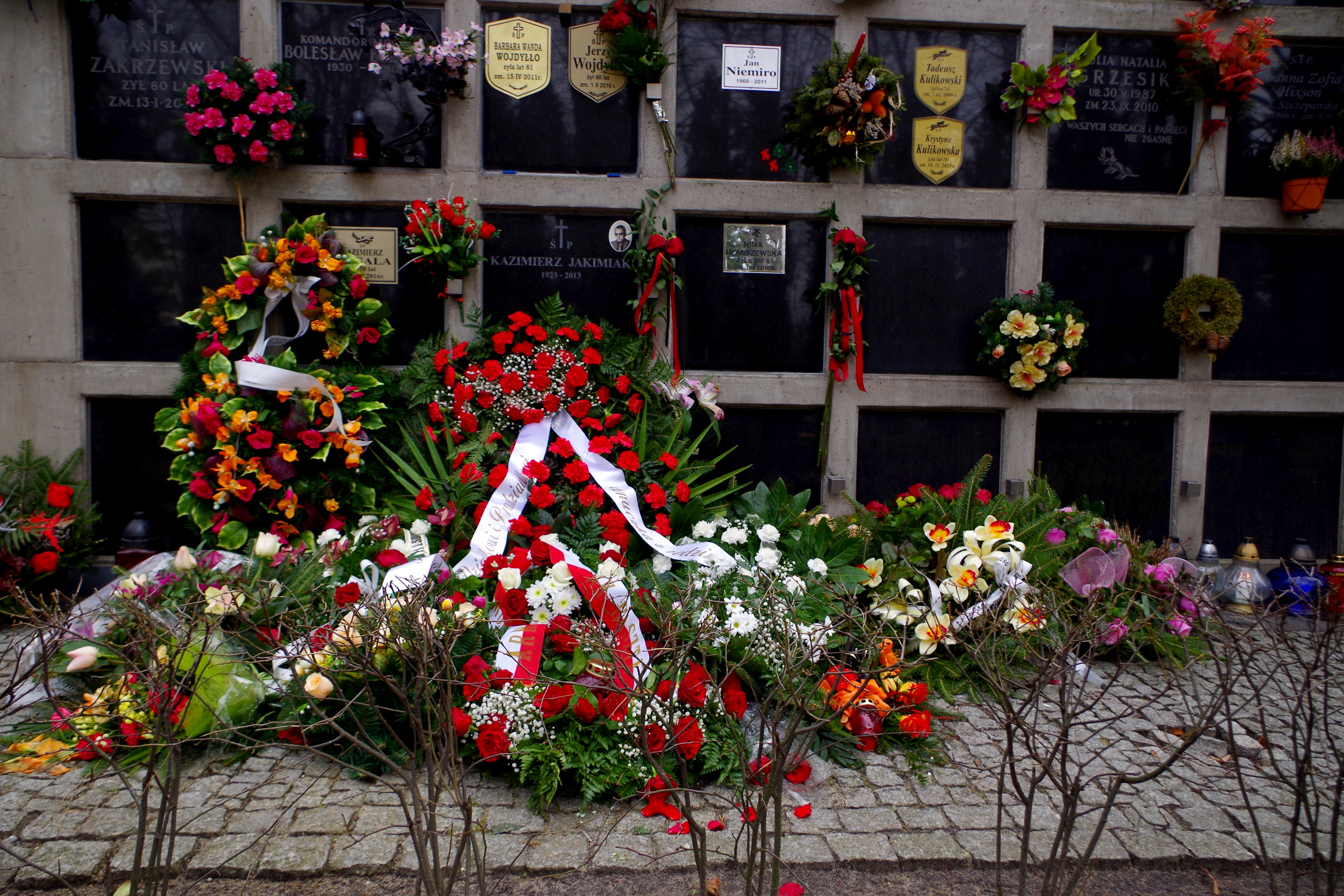
Grób Jerzego Wojdyłło na Cmentarzu Wojskowym na Powązkach w Warszawie

Jerzy Wojdyłło inna spotykana pisownia nazwiska Woydyłło (ur. 9 marca 1930 w Poznaniu, zm. 1 lutego 2016) – polski dziennikarz i publicysta, uczestnik powstania warszawskiego, członek Szarych Szeregów.

## Życiorys
W czasie okupacji niemieckiej był działaczem Szarych Szeregów. Podczas powstania warszawskiego walczył w szeregach kompanii B-2 – batalionu „Bałtyk” – pułku „Baszta” AK. Po wojnie był korespondentem prasowym oraz korespondentem Polskiego Radia i TVP w Belgradzie i Atenach (1973–1981). Piastował również funkcję rzecznika prasowego Polskich Linii Lotniczych LOT. Należał do Stowarzyszenia Autorów ZAiKS i Stowarzyszenia Dziennikarzy Polskich.
Według materiałów zgromadzonych w archiwum Instytutu Pamięci Narodowej był w latach 1946–1972 zarejestrowany jako tajny współpracownik Urzędu Bezpieczeństwa i Służby Bezpieczeństwa PRL o pseudonimach "Wiesław", "Bartosz" i "Redaktor".
Zmarł 1 lutego 2016 roku. Został pochowany na Cmentarzu Wojskowym na Powązkach w Warszawie (kwatera AIII kolumbarium-3-3).

## Wybrane odznaczenia
- Krzyż Kawalerski Orderu Odrodzenia Polski[2],
- Srebrny Krzyż Zasługi[2],
- Krzyż Armii Krajowej[2],
- Warszawski Krzyż Powstańczy[2],
- Medal za Warszawę[2].

## Wybrana bibliografia autorska
- Belgrad i okolice (Krajowa Agencja Wydawnicza, Warszawa, 1982; ISBN 83-03-00066-7)
- Desant na Drwar (Wydawnictwo Ministerstwa Obrony Narodowej, Warszawa, 1965)
- Kompania "Starego" ("Książka i Wiedza", Warszawa, 1971)
- Moje uniwersytety ("Iskry", Warszawa, 1967)
- Niecierpliwi, niepokorni (Młodzieżowa Agencja Wydawnicza, Warszawa, 1988; ISBN 83-203-2129-8)
- Tito jakiego nie znamy ("Spar", Warszawa, 1991; ISBN 8385359063)
- Tomo: Polak wśród jugosłowiańskich partyzantów ("Książka i Wiedza", Warszawa, 1966)